# 丘山村
丘山村（おかやまむら）は、千葉県山武郡（山辺郡）にかつて存在した村である。
現在の東金市の西部にあたる。東金市立丘山小学校にその名をとどめるほか、合併後に開発された地域が「丘山台」と命名されている。

## 沿革
- 1889年（明治22年）4月1日 - 町村制施行に伴い、小野村、油井村、滝村、丹尾村、山田村が合併して山辺郡丘山村が発足。
- 1897年（明治30年）4月1日 - 山辺郡、武射郡が統合されて山武郡となる。
- 1953年（昭和28年）4月1日 - 東金町、正気村、豊成村、公平村の一部、大和村の一部と合併し、改めて東金町を新設。同日丘山村廃止。

## 交通

### 道路
- 東金街道（現国道126号）